# مانت آتنا (پنسیلوانیا)
مانت آتنا (به انگلیسی: Mount Aetna) یک منطقهٔ مسکونی در ایالات متحده آمریکا است که در شهرستان برکس، پنسیلوانیا واقع شده‌است. مانت آتنا ۳۵۴ نفر جمعیت دارد.